# منصور كعبي
منصور محمد كعبي مواليد 4 سبتمبر 1998، هو لاعب كرة قدم سعودي.

## مسيرة اللاعب
لعب في الفئات السنية في نادي الاتفاق و لعب بعدها مع نادي الدرع ونادي النور.